# Monochamus desperatus
Monochamus desperatus är en skalbaggsart som beskrevs av Thomson 1857. Monochamus desperatus ingår i släktet Monochamus och familjen långhorningar. Inga underarter finns listade i Catalogue of Life.